# Bibionomorpha

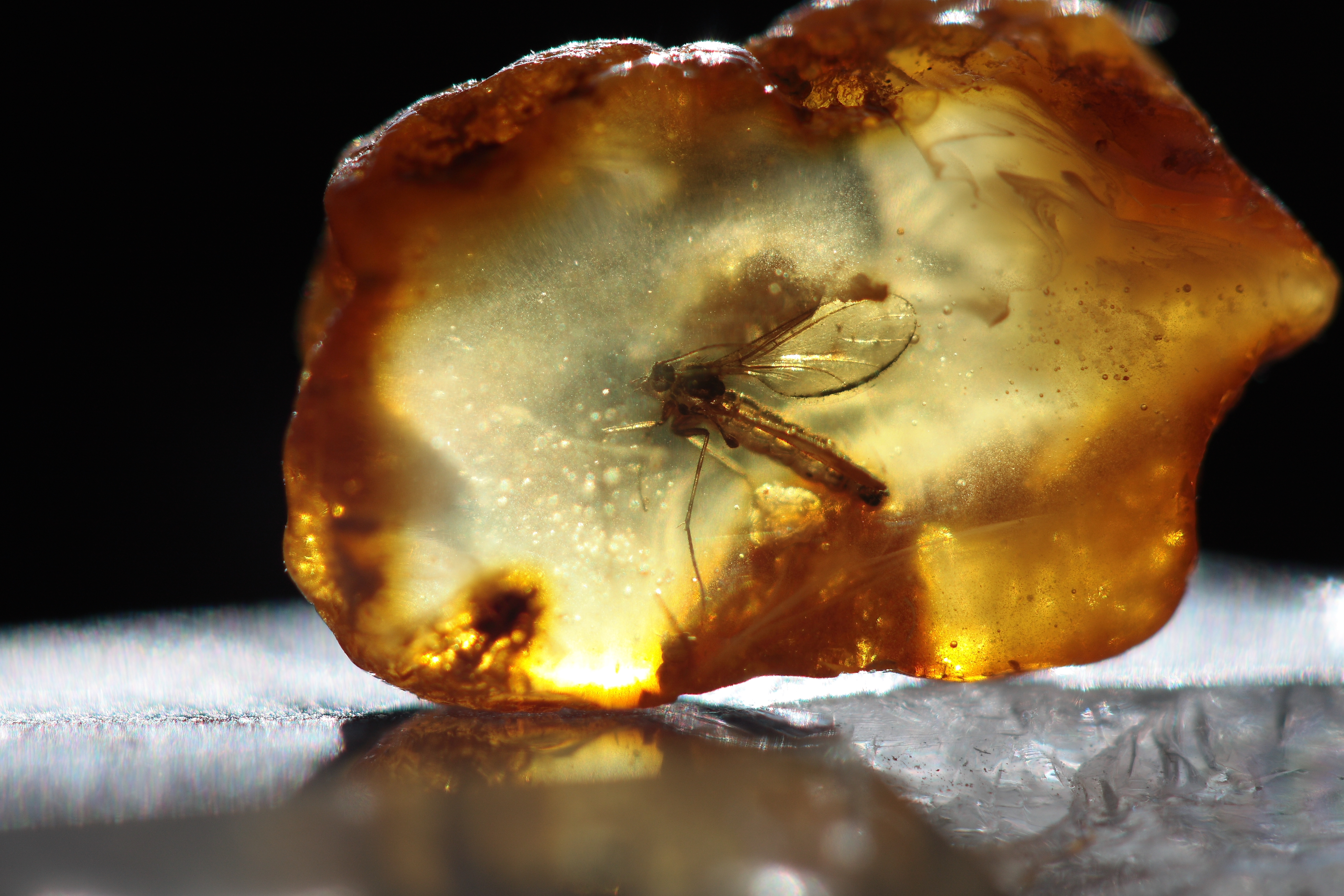
Sciaridae sp. conservado en ámbar

Los bibionomorfos (Bibionomorpha) son un infraorden de dípteros nematóceros que incluye unas 15000 especies, entre las que destacan las de las familias Bibionidae y Cecidomyiidae (o moscas de las agallas), esta quizá la más diversa y rica en especies de todo el orden. Es posible que no sea un grupo monofilético.

## Taxonomía
Se reconocen los siguientes clados:
- - Anisopodidae
  - Bibionidae
  - Canthyloscelidae
  - Hesperinidae
  - Pachyneuridae
  - Scatopsidae
- Superfamilia Sciaroidea Billberg, 1820
  - Bolitophilidae
  - Cecidomyiidae
  - Diadocidiidae
  - Ditomyiidae
  - Keroplatidae
  - Lygistorrhinidae
  - Mycetophilidae
  - Rangomaramidae
  - Sciaridae
- Incertae sedis
  - Cascopleciidae†